# Dolný Lopašov
Dolný Lopašov é um município da Eslováquia, situado no distrito de Piešťany, na região de Trnava. Tem 22,93 km² de área e sua população em 2018 foi estimada em 974 habitantes.

## Demografia
| Ano:        | 1994 | 2004   | 2014   | 2024   |
| ----------- | ---- | ------ | ------ | ------ |
| Broj ljudi: | 963  | 979    | 957    | 964    |
| Razlika:    |      | +1,66% | -2,24% | +0,73% |

| Ano:               | 2023 | 2024   |
| ------------------ | ---- | ------ |
| Número de pessoas: | 971  | 964    |
| Diferença:         |      | -0,72% |